# Erwin Stein (Fußballspieler)
Erwin Stein (* 10. Juni 1935 in Frankfurt am Main; † 26. Juli 2024) war ein deutscher Fußballspieler, der im Jahre 1959 zu einem Einsatz in der deutschen Fußballnationalmannschaft kam.

## Karriere

### Nationalmannschaft, 1959
Als Zehnjähriger eröffnete Erwin Stein in der Jugend der SG Bornheim seine Laufbahn. Nach der Zwischenstation Olympia 07, wohin er 1951 wechselte, landete er 1954 bei der SpVgg Griesheim 02. Mit 24 Jahren wurde er als Mittelstürmer von Bundestrainer Sepp Herberger und seinem Assistenten Georg Gawliczek für das Spiel am 15. April 1959 in Enschede gegen Holland in die deutsche Amateurauswahl berufen. Der antrittsschnelle und schussstarke Stürmer erfüllte mit zwei Treffern beim 2:0-Sieg alle in ihn gesetzten Erwartungen. Aufgrund der ab dem 16. Mai stattfindenden Endrunde um die deutsche Fußballmeisterschaft nominierte der Bundestrainer den hessischen Amateurspieler überraschend auch für das Aufgebot der Fußballnationalmannschaft für das Freundschaftsspiel am 20. Mai 1959 in Hamburg gegen Polen. Beim Stand von 0:1 Toren wurde Erwin Stein in der 63. Minute eingewechselt, in der 81. Minute erzielte er den 1:1-Ausgleich, der auch den Endstand bedeutete. Am 27. Mai stürmte er zum zweiten Mal in der Amateurnationalmannschaft. Beim 2:0-Erfolg gegen England in Siegen wurde er wieder als zweifacher Torschütze gefeiert. Zum 50-jährigen Bestehen des Luxemburgischen Fußballverbandes fand am 13. Juni 1959 ein Spiel zwischen einer Belgischen und einer deutschen Auswahl statt. Belgien gewann mit 3:1 Toren. Das Tor für die DFB-Auswahl erzielte Erwin Stein. Im Finale um die deutsche Fußballmeisterschaft 1959 standen sich am 28. Juni 1959 Eintracht Frankfurt und Kickers Offenbach gegenüber. Die Eintracht gewann in der Verlängerung mit 5:3 Toren. Dreifacher Torschütze für Frankfurt war der Mittelstürmer Eckehard Feigenspan. Da Feigenspan zum TSV 1860 München wechselte, verhandelte das Eintracht-Präsidium in großer Intensität mit dem umworbenen Torjäger von Griesheim 02. Stein unterschrieb einen Vertrag im Riederwald für die Oberliga Süd ab der Runde 1959/60 und war damit für die deutsche Amateurnationalmannschaft nicht mehr einsetzbar. Da die Qualifikationsspiele für die Olympischen Sommerspiele 1960 im November 1959 gegen Finnland und Polen stattfanden, war das ein Rückschlag für die Pläne des DFB an der Olympiade teilzunehmen. Erwin Stein bestritt am 23. August 1959 beim Startspiel mit Eintracht Frankfurt gegen die SpVgg Fürth sein erstes Spiel in der Oberliga Süd. Er steuerte zwei Tore zum 5:3-Erfolg der Eintracht bei. Seine Torjägerqualitäten kamen auch in der Oberliga zum Tragen. Bundestrainer Sepp Herberger nominierte den torgefährlichen Stürmer aber nicht zum nächsten Länderspiel am 4. Oktober 1959 in Bern gegen die Schweiz. Nie mehr erhielt Stein eine Einladung des DFB. Er kam in der Oberligarunde 1959/60 auf 24 Tore und zog mit der Eintracht im Europapokal der Landesmeister in das Finale am 18. Mai 1960 in Glasgow gegen Real Madrid ein. Sportlich war seine Visitenkarte erstklassig – sein Absprung aus der Amateurnationalmannschaft wurde ihm aber von Seiten des Bundestrainers nie verziehen.

### Eintracht Frankfurt, 1959–1966
In sieben Jahren bei der Eintracht absolvierte Erwin Stein 342 Spiele (inklusive Freundschaftsspiele) und erzielt dabei 267 Tore. In der Oberliga Süd kam er von 1959 bis 1963 in 107 Spielen auf 75 Tore. Er feierte 1960 den Triumphzug nach Glasgow in das Finale gegen Real Madrid und schoss gegen den legendären José Santamaría, genannt „die Wand“, zwei Tore – zwischen der 72. und 75. Minute das 2:6 und das 3:7 – bei der 3:7 Endspielniederlage. In den Jahren 1961 und 1962 reichte es zweimal zur Vizemeisterschaft im Süden und er spielte mit der Eintracht in der Endrunde um die deutsche Fußballmeisterschaft. In der Saison 1960/61 wurde er zudem mit 24 Treffern Torschützenkönig der Oberliga Süd.
In der Fußball-Bundesliga hatte er von 1963 bis 1965 noch zwei gute Runden. Er nahm mit dem Spiel am 4. September 1965 bei Hannover 96 an der Seite von Jürgen Grabowski und Wolfgang Solz seinen Abschied als aktiver Spieler der Eintracht. Von 1963 bis 1966 hatte er in 41 Spielen 14 Tore in der neuen Klasse für die Hessen beigesteuert. Im DFB-Pokal war der Einzug in das Finale am 13. Juni 1964 gegen 1860 München der Höhepunkt. Das Endspiel gewannen die „Löwen“ mit 2:0 Toren.
Einsatzstatistik mit Spielen und Toren
| Saison  | Liga | Liga | DFB-Pokal | DFB-Pokal | Europapokal | Europapokal |
| 1959/60 | 24   | 24   | 7         | 14        | 6           | 5           |
| 1960/61 | 28   | 23   | 5         | 3         | –           | –           |
| 1961/62 | 29   | 16   | 5         | 8         | –           | –           |
| 1962/63 | 26   | 12   | 7         | 6         | –           | –           |
| 1963/64 | 19   | 9    | 3         | –         | –           | –           |
| 1964/65 | 21   | 5    | –         | –         | 2           | 1           |
| 1965/66 | 1    | –    | 1         | –         | –           | –           |
| Gesamt: | 148  | 89   | 28        | 31        | 8           | 6           |

### SV Darmstadt 98, 1966–1969
Als Routinier schnürte der 31-Jährige ab 1966 noch drei Runden in der Regionalliga Süd für die „Lilien“ am Böllenfalltor die Fußballstiefel. In 83 Spielen kam er, jetzt im Mittelfeld spielend, auf 18 Tore.

## Karriereausklang
Bei seinem alten Klub in Griesheim beendete Erwin Stein 1969/70 seine Spieler-Karriere im Amateurlager – dort, wo seine Karriere ihren Anfang genommen hatte. 1970 wirkte er noch ein Jahr lang als Trainer bei Viktoria Griesheim.
Im Anschluss an seine sportliche Laufbahn betrieb er in Frankfurt-Griesheim einen Tabakwarenhandel mit Lotto-Annahmestelle.